# Jean Abraham Chrétien Oudemans

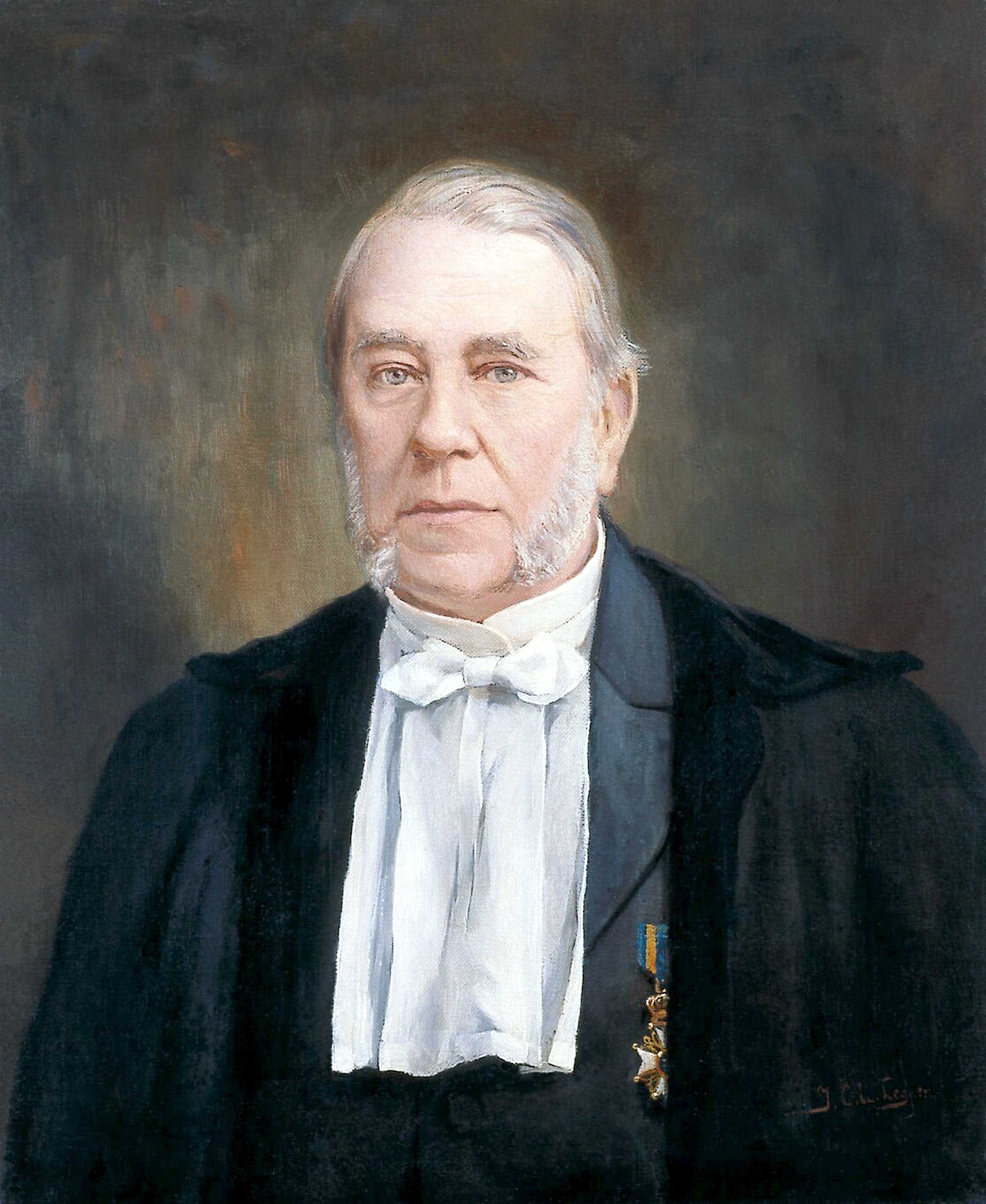
J.A.C. Oudemans

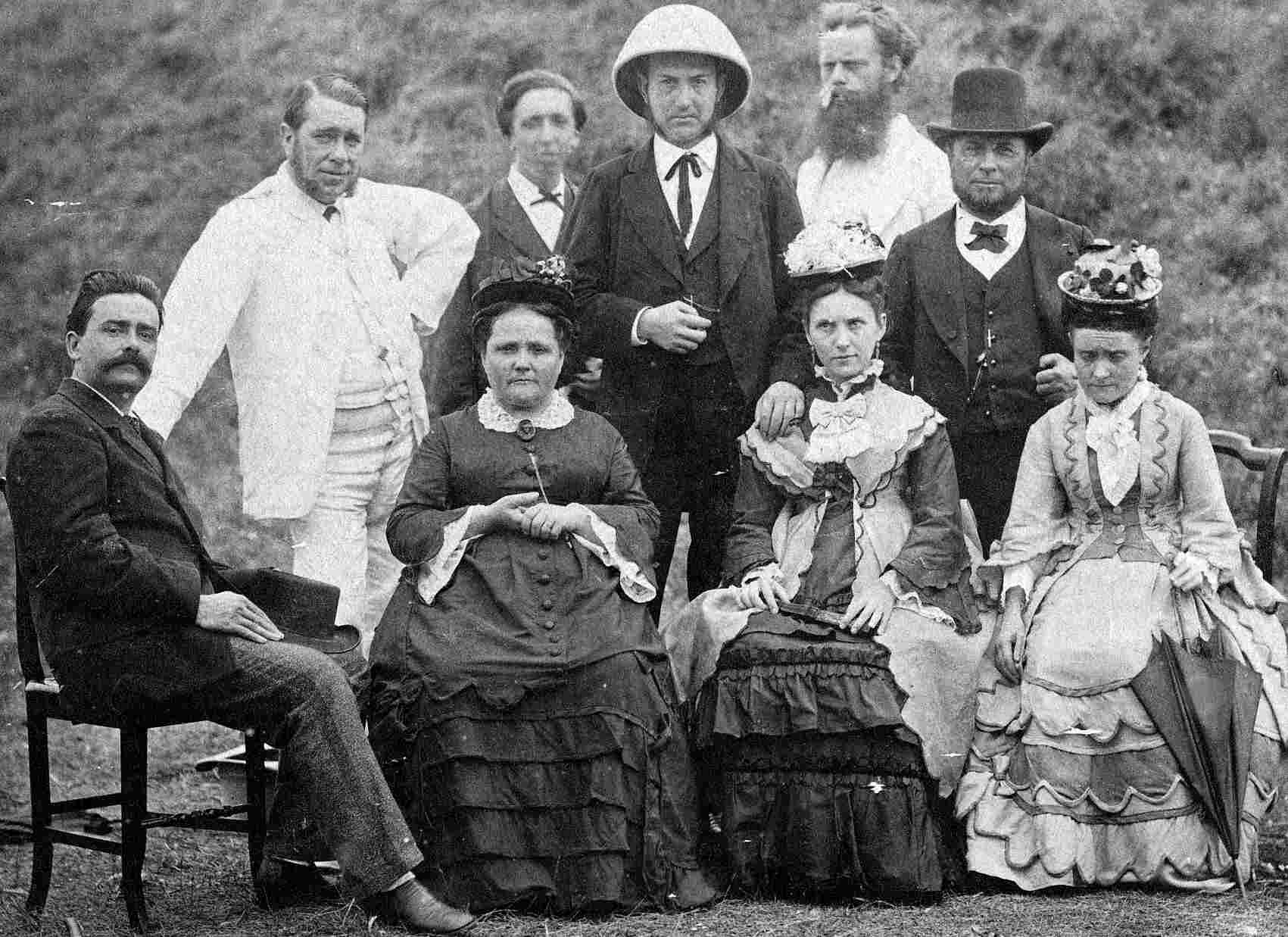
Oudemans (bovenste rij links) tijdens zijn expeditie naar Réunion in 1874. Naast hem staat Ernst F. van de Sande Bakhuyzen.

Jean Abraham Chrétien Oudemans (Amsterdam, 16 december 1827 - Utrecht, 14 december 1906) was een Nederlands astronoom. 
Al op 16-jarige leeftijd werd hij student aan de Leidse universiteit bij de bekende astronoom Frederik Kaiser. Hij werkte drie jaar als schoolleraar in wis- en natuurkunde aan het Stedelijk Gymnasium Leiden vanaf 1846, toen hij nog maar 19 was. In 1852 promoveerde hij op een proefschrift over de bepaling van de breedtegraad van Leiden (titel: Dissertatio astronomica inauguralis, exhibens observationes, ope instrumenti transitorii portabilis institutas). In 1856 werd hij hoogleraar aan de Universiteit Utrecht en tevens de eerste directeur van het Utrechts observatorium.
Zijn interesse ging echter ook uit naar de geografie. Hij werkte 18 jaar als expert in de landmeetkunde in Nederlands-Indië. Hij publiceerde een uitvoerig verslag over de driehoeksmeting van het eiland Java in zes delen.
Later keerde hij terug naar de sterrenkunde. In 1874 organiseerde hij een Venusovergangexpeditie naar het eiland Réunion, maar de waarneming mislukte door wolken. Hij was van 1875 tot aan zijn pensioen in 1898 opnieuw directeur van het Utrechts observatorium.
Er is een krater op Mars naar hem genoemd.
Zijn zoon Anthonie Cornelis Oudemans (1858-1943) was een bekend zoöloog en een van de grondleggers van de  cryptozoölogie. 